# Dia Internacional da Convivência em Paz
O Dia Internacional da Convivência em Paz é um dia celebrado anualmente em 16 de maio desde 2009, instituído pela Assembleia Geral das Nações Unidas em 8 de dezembro de 2017.

## Proclamação
O Dia Internacional da Convivência em Paz foi instituído pela Assembleia Geral das Nações Unidas em 8 de dezembro de 2017, em colaboração com a Organização não governamental AISA. Essa proclamação foi feita visando mobilizar a comunidade internacional para a promoção da paz, tolerância, inclusão, compreensão e solidariedade. Essa data também destaca a importância da reconciliação e da construção de uma sociedade pacífica e sustentável.

## Celebração
O dia 16 de maio foi designado para essa comemoração global. Esse dia foi escolhido como símbolo da importância da coexistência e do diálogo intercultural e religioso, esforços considerados fundamentais para o desenvolvimento sustentável e a paz duradoura. A primeira comemoração ocorreu em 2018, marcando o início de um compromisso renovado com esses ideais.

## Temas
- 2018: Celebrações do 16 de maio em todo o mundo[5]
- 2019: Celebrações do 16 de maio em todo o mundo[6]
- 2020: Viver melhor juntos. Uma resposta fundamental à crise global da saúde[7]
- 2021: Agenda 2021 #JIVEP2021 em casa[8]
- 2022: Todos nós[9]
- 2023: Educação para uma cultura de paz[10]
- 2024: A paz no coração da educação[11]